# Agora Museum
Het Agora Museum (Grieks: Μουσειο Αρχαιας Αγορας Αθηνων) is gevestigd in de herbouwde Stoa van Attalus op de Agora van Athene. De Stoa van Attalus werd in 1953-1956 herbouwd om onderdak te verschaffen aan werkruimtes voor de archeologen en het museum. Het museum werd in 1956 geopend. De stoa heeft twee verdiepingen, is 116 m lang en heeft een colonnade van 45 zuilen. Op de twee verdiepingen worden de belangrijkste vondsten van de Agora getoond, in volgorde van oudheid.

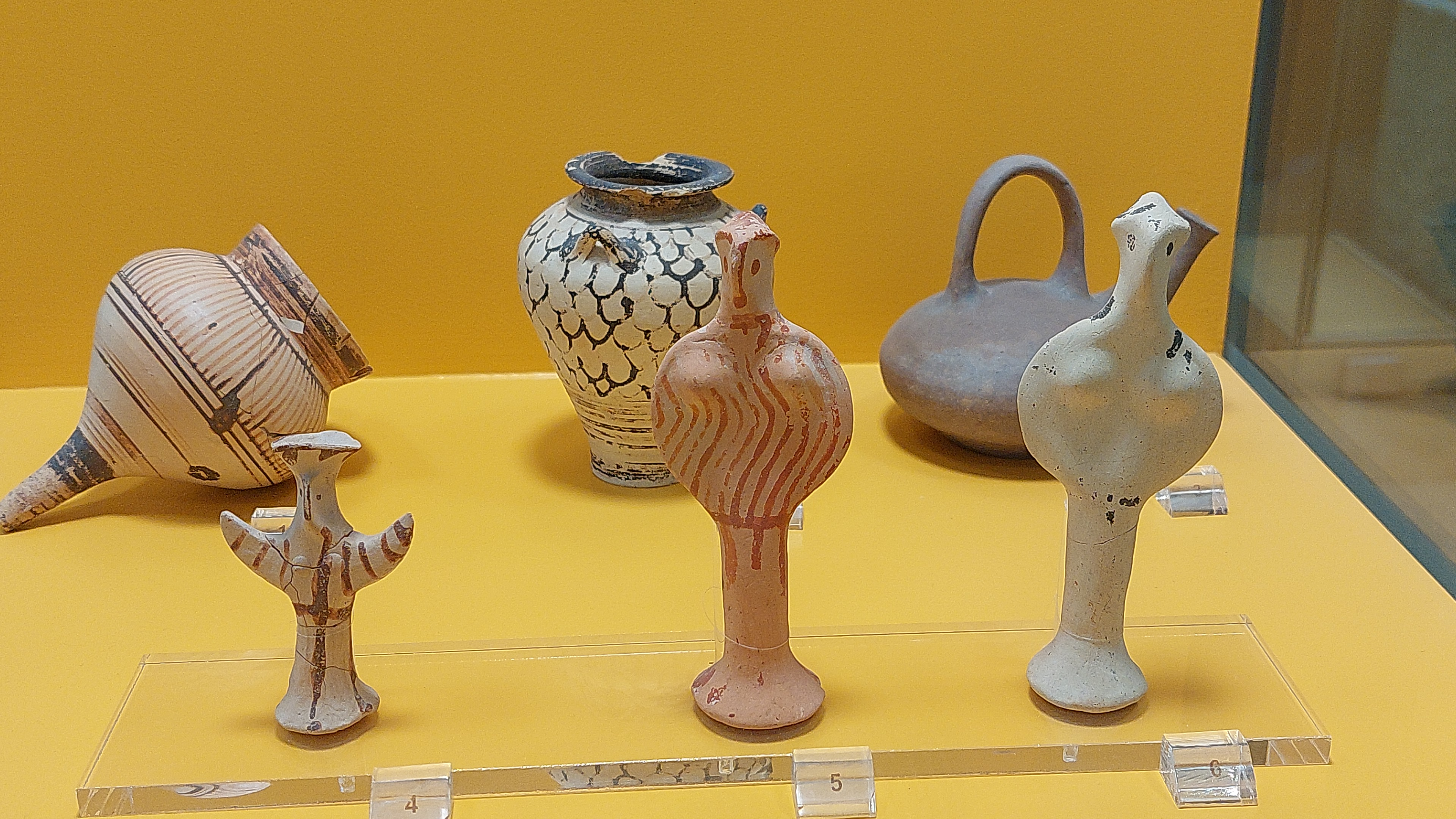
Psi- en phi-beeldjes van de Myceense beschaving in het Agora Museum

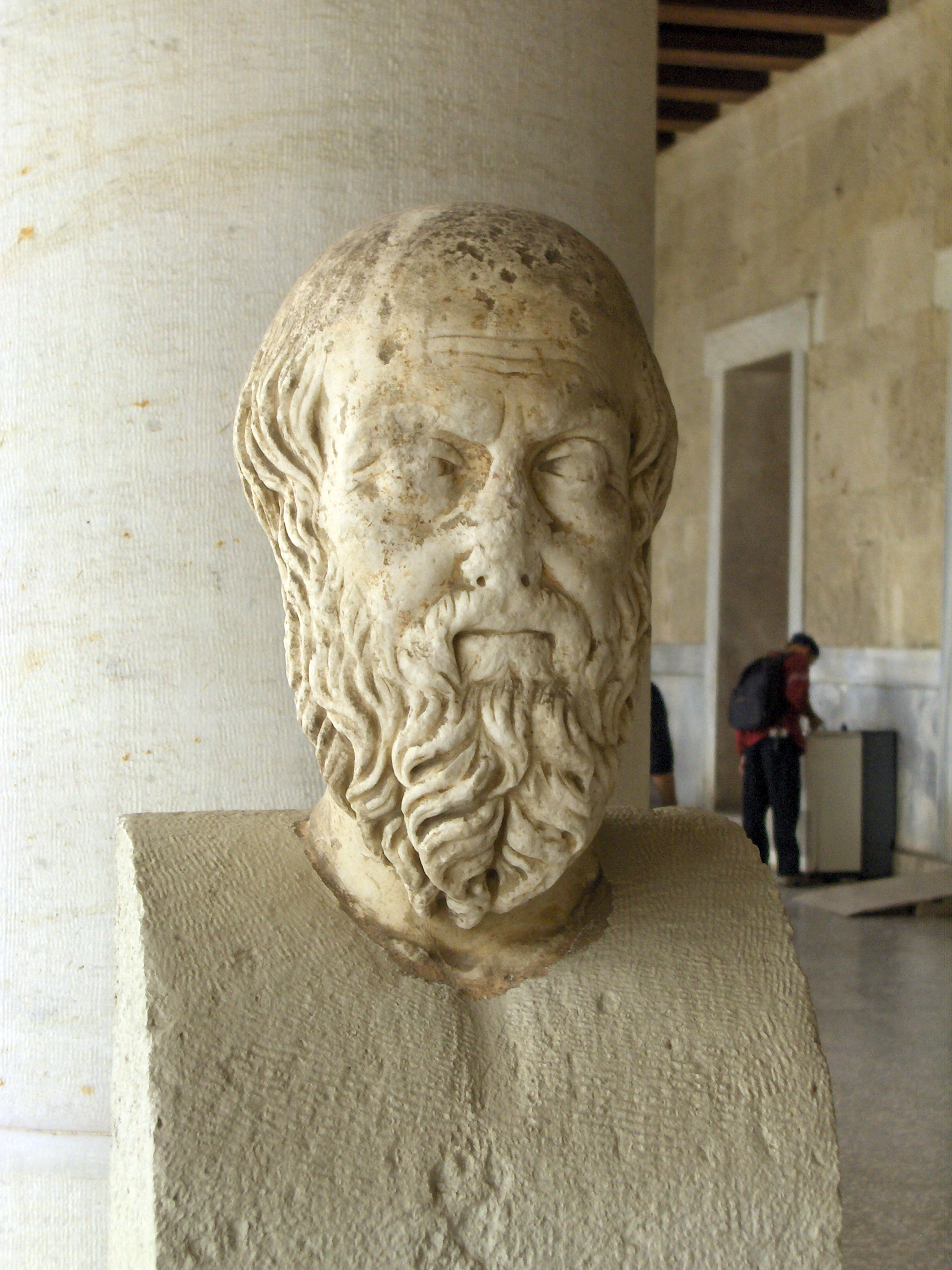
Portret van Herodotus in het Agora Museum, Romeinse kopie van een Grieks origineel.

Op de benedenverdieping zijn voornamelijk standbeelden, reliëfs en resten van de versiering van de bouwwerken op de Agora te zien, zoals akroteria en fragmenten van frontonsculpturen. In de tien vertrekken op de bovenverdieping is een chronologische opstelling van vondsten daterend van het vierde millennium v.Chr. tot aan de tijd van de Turkse bezetting: aardewerk, beeldjes, gebruiksvoorwerpen, munten, bronzen voorwerpen, olielampen, enz.